# Schizostachyum griffithii
Schizostachyum griffithii är en gräsart som först beskrevs av William Munro, och fick sitt nu gällande namn av Radha Binod Majumdar. Schizostachyum griffithii ingår i släktet Schizostachyum och familjen gräs. Inga underarter finns listade i Catalogue of Life.